# Henry Petersen (friidrottare)
Henry Petersen, född 1 oktober 1900 i Ring nära Brædstrup, död 24 september 1949 i Köpenhamn, var en dansk friidrottare och gymnast medlem Københavns Idræts Forening (friidrott) och "Aten" (gymnastik). Han var utbildad ingenjör (cand. polyt.). 
Petersen tog silver i stavhopp vid OS 1920 i Antwerpen och var nummer fyra i stavhopp vid  OS 1924 i Paris. Han var tvungen att sluta med idrott på grund av tuberkulos precis innan OS 1928 i Amsterdam. Han satte sitt första av sina åtta danska rekord i stavhopp som 17-åring. Han vann sex danska mästerskap i stavhopp och tre på 4 x 100 meter. Dessutom vann han det danska mästerskapet i laggymnastik fem gångar.

## Danska mästerskap
| - 1927 Stavhopp 3,80 - 1927 4 x 100 meter 44,6 - 1926 Stavhopp 3,80 - 1926 4 x 100 meter 44,5 - 1925 Stavhopp 4,00 - 1925 4 x 100 meter 44,8 - 1923 Stavhopp 3,85 - 1923 4 x 100 meter 44,5 - 1922 Stavhopp 3,60 - 1922 4 x 100 meter 44,9 - 1921 Stavhopp 3,81 - 1921 4 x 100 meter - 1920 Stavhopp 3,70 - 1920 4 x 100 meter 44,0 - 1919 Stavhopp 3,70 - 1918 Stavhopp 3,40 - 1919 4 x 100 meter 44,6 | - 1927 Laggymnastik - 1925 Laggymnastik - 1924 Laggymnastik - 1922 Laggymnastik - 1921 Laggymnastik |

## Danska rekord

### Stavhopp
| Resultat | År        |
| -------- | --------- |
| 3,69 m   | 1918      |
| 3,73 m   | 1919      |
| 3,75 m   | 1920      |
| 3,80 m   | 1921      |
| 3,81 m   | 1921      |
| 3,85 m   | 1922      |
| 03,905 m | 1923      |
| 4,04 m   | 1925-1934 |

### 4 x 100 meter
44,0 1920 

## Placering på världsårsbästa

### Stavhopp
| År   | Resultat | Placering | Plats     | Datum      |
| ---- | -------- | --------- | --------- | ---------- |
| 1918 | 3,69     | 8         | Köpenhamn | 30 juni    |
| 1919 | 3,80     | 5         | Köpenhamn | 15 juni    |
| 1920 | 3,75     | 13        | Köpenhamn | 6 juni     |
| 1921 | 3,81     | 11        | Århus     | 21 augusti |
| 1922 | 3,85     | 8         | Köpenhamn | 6 augusti  |
| 1923 | 3,90     | 9         | Köpenhamn | 8 juli     |
| 1924 | 3,90     | 12        | Colombes  | 10 juli    |
| 1925 | 4:03     | 3         | Köpenhamn | 26 juli    |
| 1926 | 3,90     | 16        | Köpenhamn | 9 juli     |
| 1927 | 3,90     | 23        | Köpenhamn | 15 juni    |

## Personliga rekord
- 100 meter: 11,0 (Østerbro Stadion, Köpenhamn 16 maj 1920)
- 10 000 meter: 36.20,0 (1943)
- 110 meter häck: 19,3 (1920)
- Höjdhopp: 1,75 (26 maj, 1917)
- Längdhopp: 6,26 (1921)
- Stavhopp: 4,04 (Köpenhamn, 26 juli, 1925)